# MK2 Grand Palais
MK2 Grand Palais est un cinéma du groupe MK2, situé au sein du Grand Palais dans le 8e arrondissement de Paris. Il comporte une unique salle, utilisée pour des projections privées en semaine et ouverte au public les vendredis soir, les samedis et les dimanches.

## Historique
Le MK2 Grand Palais ouvre ses portes le vendredi 9 novembre 2012,.

## Description
Le MK2 Grand Palais comporte une unique salle de 104 places dotée d'un projecteur numérique et du son Dolby 5.1. La salle est située au premier étage de l'aile sud-est du Grand Palais. Elle est accessible par un petit escalier depuis la rotonde Alexandre-III. La salle est en gradins et dotée de fenêtres.